# مارک پاتوین
مارک پاتوین (انگلیسی: Marc Potvin؛ ۲۹ ژانویهٔ ۱۹۶۷ – ۱۳ ژانویهٔ ۲۰۰۶) یک بازیکن هاکی روی یخ اهل کانادا بود.